# Rhytidicolus structor
Rhytidicolus structor is een spinnensoort uit de familie Cyrtaucheniidae. De soort komt voor in Venezuela.